# Fritz Tornow
Fritz Tornow (Berlino, 27 luglio 1924 – Gelsenkirchen, 1990s) è stato un militare tedesco della Wehrmacht che ha servito come conduttore di Blondi, il cane pastore tedesco di Adolf Hitler.

## Biografia
Tornow aveva il compito di prendersi cura di Blondi, il cane di Hitler, così come dei suoi cuccioli e dei cani di Eva Braun. Oltre a questi cani, Tornow aveva un proprio bassotto.
Durante gli ultimi giorni della seconda guerra mondiale, Tornow fu uno dei pochi uomini del personale rimasti nel Führerbunker. Durante il corso del 29 aprile 1945, Hitler apprese della morte del suo alleato, Benito Mussolini, il quale era stato ucciso dai partigiani italiani. Questo fatto, unito all'avanzata dell'Armata Rossa verso la Cancelleria del Reich, rafforzò l'idea di Hitler di non voler essere catturato vivo dai sovietici. Quel pomeriggio, Hitler espresse dubbi sulle capsule di cianuro che aveva ricevuto dalle SS di Heinrich Himmler. Per verificare le potenzialità delle capsule, Hitler ordinò al dr. Werner Haase di testarle sul suo cane, Blondi. Tornow dovette forzare il cane ad aprire la propria mascella mentre Haase le faceva ingerire la capsula. Tornow fu turbato da questi eventi, ancora di più quando il cane morì, come ci si aspettava.
Secondo un rapporto ordinato da Stalin e basato su testimoni dei fatti, Tornow fu ancora più mortificato quando gli fu ordinato di sparare ai cuccioli di Blondi. Il 30 aprile, Tornow prese uno ad uno i cuccioli di Blondi e li uccise nel giardino della cancelleria del Reich, al di fuori del Führerbunker, dopo il suicidio di Hitler ed Eva Braun. Uccise anche i due cani di Eva Braun, i cani di Gerda Christian e il suo bassotto.
Il 2 maggio 1945 l'Armata Rossa prese il controllo del Führerbunker. Tornow fu uno dei cinque occupanti del bunker; gli altri erano il dr. Haase, le infermiere Erna Flegel e Liselotte Chervinska, e Johannes Hentschel. Essi poi si arresero alle truppe sovietiche.
Tornow fu portato in Unione Sovietica come prigioniero. Fu torturato nei sotterranei del palazzo della Lubjanka a Mosca. Rilasciato a metà degli anni cinquanta, fu mandato nella Germania Ovest. Dagli anni sessanta alla metà del decennio successivo visse a Paulinenhof, un sobborgo di Dorsten, dove produceva cibo per cani. Morì alla fine degli anni novanta per cause naturali a Gelsenkirchen, Germania.

## Nella cultura di massa
- Robert Pugh nel 1981 in The Bunker.
- Devid Striesow nel 2004 nel film La caduta - Gli ultimi giorni di Hitler.